# 平田鐵胤
平田 銕胤（ひらた かねたね）は、江戸時代末期から明治時代にかけての日本の国学者。「鐵胤」「鉄胤」とも書く。出羽国久保田藩士。幼名篤実（あつさね）、のちに篤眞（あつま）、通称は内蔵介（くらのすけ）、号は伊吹舎（いぶきのや）・大角（だいかく）。平田篤胤に師事し、その養子となった。

## 生涯
伊予国（現、愛媛県）出身。同国新谷藩主加藤泰理の家臣碧川衛門八の長子として生まれた。8歳にして手習いを始め、10歳には書を学び素読を習い、15歳で元服、20歳頃には和学を学び、その師の指導により『古今和歌集』に親しみ、やがて本居宣長の存在を読書によって知り国学に関心を抱くようになった。文政3年（1820年）夏、書肆の主人の紹介で『霊能真柱』『古史成文』『古史徴』その他平田篤胤の著作にふれて以後、国学を志した。
文政5年（1822年）5月、江戸に出て平田塾に正式に入門した。文政7年（1824年）1月15日、平田篤胤の養子となり、篤胤の娘千枝（おてう）と結婚し、諱を銕胤、号を大角と改めて篤胤の後継者となった。気吹舎では、有力な後ろ盾をもたない養父篤胤の出版資金の調達や著書販売などの実務を担当した。『玉たすき』『古史成文』『古史徴』などの出版に際しては募金をおこない、大著『古史伝』予約出版にあたっては出費を勧誘したり、板木を売りさばくなどして篤胤を支えた。
天保12年（1841年）、篤胤が江戸幕府の忌諱に触れて著述差し止めを受け、羽州久保田帰還を命じられてからは、1,000名を超す門人をよく統率する一方、篤胤の江戸帰還運動に尽力した。天保14年（1843年）閏9月の篤胤死後も、古道普及のために東奔西走して門人の拡張や復古神道の教義普及に努め、篤胤の遺教を普く宣布した。銕胤は、故篤胤が久保田（現、秋田県秋田市）を出奔したといわれる正月7日、金1歩を毎年江戸より久保田郊外の曹洞宗寺院正洞院（篤胤の菩提寺）にとどけ、養父の供養を怠らなかった。また、その門人をすべて「篤胤没後の門人」としたことは有名で、みずから学者として一家をなそうとはしなかった。

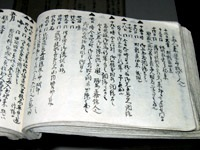
『気吹舎日記』

嘉永2年12月28日（1850年2月9日）、11代将軍徳川家斉の七回忌によって篤胤の著述差し止めが赦免され、気吹舎は刊行を再開することができた。
安政年間、出羽国久保田藩は銕胤に国事にかかわる秘密を探索して、藩当局に報告を命じた。銕胤の自筆からなるその報告書は「風雲秘密探偵録」としてまとめられている。「風雲秘密探偵録」における年代的に最も古い報告は、安政2年（1855年）後半の江戸幕府に対してなされた、黒船来航後の海防献策に関するものである。銕胤が確認しえた海防献策は100余りとされるが、そのなかで彼自身が最も重要として評価したのは、嘉永6年（1853年）7月の信濃国岩村田藩の藩主嫡男内藤正義の献策、および同年同月の幕臣勝海舟の献策であった。
文久元年（1861年）のロシア軍艦対馬占領事件に際しては、銕胤・延胤父子の主宰する江戸の気吹舎のもとに膨大な対馬情報が集められた。ここでは、イギリスとロシアが共謀して日本の領土主権を侵しているかのように把握された。
文久2年（1862年）、島津久光の挙兵上京、大原重徳・三条実美両勅使の江戸下向、久光主導の文久の改革を経て、時流は奉勅攘夷の方向に大きく傾き、将軍徳川家茂上洛の決定とともにそれに先だって将軍後見職となった徳川慶喜が文久2年12月、江戸を出立して京に赴いた。久保田藩主佐竹義堯も翌文久3年1月に上洛することとなり、それに先だち、銕胤は久保田藩皇学頭取に任じられ、文久2年11月27日、江戸家老宇都宮典綱に随行するかたちでの上洛を命じられ、藩の隠密御用の役目も仰せつかった。同行したのは門人の角田忠行、野城清太夫、小林与一郎であった。銕胤につづいて嫡男平田延胤、弟の三木鉄弥も上京、加えて平田父子の上京と国事斡旋を好機として、門人の長老格であった武蔵国入間郡の権田直助をはじめとする平田国学の徒が陸続と京都に参集して奉勅攘夷の運動を下からさらに促そうとした。これにより、当時の京都はさながら平田門人総結集の様相を呈した。こうした矢先におこったのが、平田門人たちが直接・間接にかかわった文久3年2月22日（1863年4月9日）夜の足利三代木像梟首事件（等持院事件）であった。銕胤自身は藩命を帯びての上京だったため、この事件には関与していないが、門弟の行為については同情的であった。銕胤は、当時「草莽の国学」として全国的にさかんだった平田国学の総帥として尊王攘夷を鼓舞する一方、篤胤と知己のあった堂上人や長州藩士とも親交を結び、朝廷の内情や京都の政局といった情報を国許に報じるなど多方面に活動し、秋田勤王派に多大な影響をあたえた。こののち、銕胤らは中山道を経て江戸へ帰るが、その途中、美濃国中津川宿で門人たちに歓待を受けている。
これ以降も銕胤は、文久3年4月13日の幕府刺客による清河八郎の暗殺、翌4月14日の浪士組の責任者高橋泥舟・山岡鉄舟・松岡万らの罷免、それにつづく浪士組の改組縮小による新徴組の発足、また、攘夷決行予定日の5月10日の横浜港での様相、同日以降の馬関海峡封鎖と外国船に対する砲撃、5月20日の朔平門外の変、7月上旬の薩英戦争、8月16日の長門国小郡における幕府問責使中根市之丞の殺害事件、公武合体派によって三条実美ら尊王攘夷派公家や長州藩の勢力が京都より追い出された八月十八日の政変、8月から9月にかけて大和国で起こった尊攘派初の対幕府武力蜂起である天誅組の変（大和五条の変）、10月に但馬国で平野国臣らが起こした生野の変などといった一連の出来事について、元治元年（1864年）に入ってからは、上総国における真忠組の蜂起、上野国赤城山への浪士結集の流言、長州征討か攘夷かをめぐっての京都政局の動揺、水戸天狗党による筑波山挙兵（天狗党の乱）の経緯、京都市中の張り紙、天誅組浪士の処刑、水戸藩内の党争、会津藩の京内での孤立、長州勢の大量上京、横浜でのコレラ流行といった諸事件・諸事象について、精力的な探索活動をおこない、場合によっては考察をくわえながら、それを「風雲秘密探偵録」としてまとめ、久保田藩当局に報告している。しかし、元治元年7月の禁門の変をきっかけに報告書提出は停止され、藩内の勤王派は国家老渋江厚光の罷免や嫡子延胤の遠慮処分など、その多くが処罰され、冷遇された。
慶応3年（1867年）、江戸に滞在していた久保田藩主佐竹義堯は12月9日に王政復古の大号令が発せられたことを知るや、ただちにいったん国許に引き上げて状況を見きわめようとし、そのための京都工作に本学頭取として銕胤をあて、彼に対し、12月20日に藩主建白をたずさえて上京するよう命じた。銕胤は、久保田藩士村瀬清とともに再上洛し、薩摩・長州両藩の軍営に接近しようとしたが、合流には失敗した。また、嫡子の延胤に対しては3年前の遠慮処分を解き、やはり12月10日付で本学教授に任命したうえで、みずからの帰国に随伴させた。

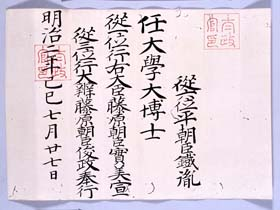
銕胤を大学大博士に任ずる辞令（明治2年7月27日）

慶応4年（1868年）1月、京都では新政府参与となって神祇官判事、3月には内国事務局判事を経て、明治2年（1869年）1月、明治天皇の最初の侍講を務め、同年7月27日には大学大博士に進んだ。新政府の実力者岩倉具視とは親交があった。京都では明治2年、屋敷内に義父平田篤胤を祀る祠（邸内社）をつくった。これが平田神社の始まりで、明治5年（1872年）、銕胤が居を東京に移したため、武蔵国葛飾郡柳島横川町（現、東京都墨田区）に創祀された。同年、嫡子平田延胤死去。明治7年（1874年）、平田門下随一の碩学であった伊予国大洲の矢野玄道に篤胤未完の大著『古史伝』続修の依頼文書簡を送っている（→詳細は 「古史伝#古史伝続修の依頼文書簡」 参照）。
明治12年（1879年）には大教正（教導職の最高位）に任命された。明治13年（1880年）10月25日）死去。享年82。
大正13年（1924年）、正五位を追贈された。

## 人物・著書
温厚・学者肌・学問一筋の勉学家であり、人と競わず控えめで、緻密で物事をおろそかにせず、奔放ともいえる篤胤をよく補佐した人物である。篤胤没後の平田家の放漫な財政を整理し、莫大な借金の返済を成し遂げたのみならず、平田家の財を築き上げるに至った。その蔭には、妻千枝の内助の功が大きかったといわれている。
銕胤はまた、天保元年（1830年）に入門した陸奥国相馬郡小高郷の神職高玉民部ひとりに対し、弘化2年（1845年）から明治12年（1879年）までの間、161通もの書状を書き送っている。また、諸史料には銕胤が国学を学びたい人には書籍を貸し出してやったり、飲食の世話をすることまであったことが記されている。このことから知られるように、銕胤は個々の門人をとても大切に思って懇切丁寧に接しており、また、超人的な通信活動は遠距離の門人を含めて門下全体におよび、ここでやりとりされた情報は膨大なものになっていただろうと推測される。篤胤の生前の門人が553人、慶応3年までの「篤胤没後の門人」が1,330人であり、銕胤は義父篤胤の教学を広く全国に普及させようという強い熱意とたぐいまれな組織能力とを併せ持っていた。このことは、幕末の平田国学を強力な思想集団にまとめ上げるとともに、幕府や諸藩といった公権力がつくりあげた情報網を除けば、質・量ともに当時最大級の情報ネットワークを形成することに寄与したものと考えられる。
著書に『大壑君御一代略記』『祝詞正訓』『毀誉相半書本教道統傳』『児の手かしハ』その他がある。

## 親族と系譜
- 碧川好尚：実弟。生田万とならぶ平田塾二大高弟のひとり。
- 平田延胤：長男。気吹舎の3代目。
- 三木鉄弥：次男。平田神社創建運動に名を連ねる。
- 平田胤雄：子息。平田神社創建運動の中心人物。

### 妻千枝
篤胤の娘で、銕胤の妻となった千枝は、婚姻後に実母織瀬の名を継いだ。才女として知られ、一度目に通したものはすべて諳んじ、父篤胤の著述については、何を尋ねてもすらすら答えることが出来たという。英語もたしなみ、文章も巧みで文字は美しく、父の詠んだ和歌を短冊に代筆している。1888年（明治21年）3月、84歳で没した。死に際しては、きちんと正座して皆に臨終の挨拶をして、「それでは」と床につき、そのまま帰幽したといわれる。

### 系譜
```
　　　　　　　　　　　　　　　　　　　　　　┏平田延胤
　　　　　　　　　　　　　　　　　　　　　　┃
大和田祚胤 …平田篤胤━━━━千枝（おてう） ┣三木鉄弥
　　　　　　　　　　　　　　　┣━━━━━━┃
　　　　　　　　　　　　　┏平田銕胤　　  　┗平田胤雄
　　　　　　　　　　　　　┃（碧川篤眞）　　　　　　　
碧川武左衛門…碧川良正━━┫　　　　　　　　　　　　　
　　　　　　　　　　　　　┃　　　　　　　　　　　　　┏碧川熊雄
　　　　　　　　　　　　　┗碧川好尚━━みね　　　　　┃
　　　　　　　　　　　　　　　　　　　　┣━━━━━━┫
　　　　　　　　　　　　　　小玉雄庸━碧川真澄　　　　┃　　　　　　　　
　　　　　　　　　　　　　　　　　　（小玉羊五郎）　　┗碧川企救男
　　

```

## 墓所
- 総泉寺（東京都板橋区小豆沢三丁目）